# Philip Ytournel
Philip Ytournel er en dansk tegner. Han tegner blandt andet for Politiken.